# Michael Petrak
Michael Petrak (* 1956) ist ein deutscher Wildbiologe und Jagdwissenschaftler. Er ist Leiter der Forschungsstelle für Jagdkunde und Wildschadenverhütung des Landes Nordrhein-Westfalen in Bonn.

## Leben und Wirken
Michael Petrak absolvierte von 1977 bis 1982 an der Justus-Liebig-Universität Gießen ein Studium der Biologie, das er als Diplom-Biologe abschloss. Bereits 1983 wurde er mit der Arbeit Strategien einer Rothirschpopulation (Cervus elaphus Linné, 1758) in der Eifel zur Realisierung ihrer Lebensansprüche zum Dr. rer. nat. promoviert. Von 1982 bis 1989 war er am Fachbereich Psychologie der Universität Gießen Lehrbeauftragter für die Fächer Verhaltensforschung und allgemeine Biologie. 1987 veröffentlichte er die umfangreichen Ergebnisse einer Damhirsch-Studie.
Als Nachfolger Erhard Ueckermanns leitet er seit 1989 die Forschungsstelle für Jagdkunde und Wildschadenverhütung des Landes Nordrhein-Westfalen in Bonn, die ab 1994 ein Dezernat der Landesanstalt für Ökologie, Bodenordnung und Forsten NRW (LÖBF) war und nach einer erneuten Verwaltungsreform ab dem 1. Januar 2007 kurzzeitig als „Dezernat 46“ zur Abteilung 4 des Landesamtes für Natur, Umwelt und Verbraucherschutz (LANUV) gehörte. Seither ist sie dem Landesbetrieb Wald und Holz NRW als Oberer Jagdbehörde zugeordnet und als Referat in das Lehr- und Versuchsforstamtes Arnsberger Wald eingegliedert. Bei der Feier zum 50-jährigen Bestehen der Forschungsstelle 2007 teilte NRW-Umweltminister Eckhard Uhlenberg mit, dass die Zukunft der Einrichtung gesichert ist. Forschungsschwerpunkte Petraks und seines Teams sind neben jagdlichen Fragestellungen die Etho-Ökologie von Rothirsch, Damhirsch, Reh und Wildschwein sowie die Wechselbeziehungen zwischen Wild und Vegetation einerseits und Wild, Lebensraum und Mensch andererseits. Aus den dabei gewonnenen Erkenntnissen heraus entwickeln sie praktische Lösungsansätze zum Ausgleich der Ansprüche von Wildtieren und Mensch, so etwa Konzepte für Nationalparke, Wintersport, Erholungsgebiete sowie nachhaltige Nutzung und Naturschutz.
Petrak verfasste mehrere Bücher und veröffentlicht regelmäßig Beiträge in Fachzeitschriften, darunter auch populären jagdlichen Fachmagazinen wie etwa Wild und Hund.

## Schriften (Auswahl)
- Etho-ökologische Untersuchungen an einer Rothirschpopulation (Cervus elaphus Linné, 1758) der Eifel unter besonderer Berücksichtigung des stoffwechselbedingten Verhaltens, Schriften des Arbeitskreises für Wildbiologie und Jagdwissenschaft an der Justus-Liebig-Universität Gießen (Heft 10), Stuttgart 1982 (ISBN 3-432-93151-4)
- Strategien einer Rothirschpopulation (Cervus elaphus Linné, 1758) in der Eifel zur Realisierung ihrer Lebensansprüche, Dissertationsschrift, Gießen 1983, im Druck als Heft 13 der Reihe Schriften des Arbeitskreises für Wildbiologie und Jagdwissenschaft an der Justus-Liebig-Universität Gießen, Stuttgart 1984 (ISBN 3-432-94061-0)
- Zur Ökologie einer Damhirschpopulation (Cervus dama Linné, 1758) in der nordwestdeutschen Altmoränenlandschaft des Niedersächsischen Tieflandes, Schriften des Arbeitskreises für Wildbiologie und Jagdwissenschaft an der Justus-Liebig-Universität Gießen (Heft 17), Stuttgart 1987 (ISBN 3-432-96251-7)
- Hegegemeinschaften. Aufgaben und Perspektiven, Recklinghausen und Bonn 1997
- Jagdreviergestaltung. Wildlebensräume planen, entwickeln, erhalten, Stuttgart 2000 (ISBN 3-440-07951-1)
- als Hauptverfasser: Schwarzwild. Biologie, Bestandsreduktion, Sozialstrukturen, Wildschadenseindämmung, Schweinepest, Wild und Hund Exklusiv 22, Singhofen 2003 (ISBN 3-89715-022-0)
- zusammen mit Olaf Simon und Johannes Lang: Rotwild in der Eifel. Lösungen für die Praxis aus dem Pilotprojekt Monschau-Elsenborn, Klitten 2008 (ISBN 978-3-936412-04-8)